# Malena Morgan
Malena Morgan (Florida, 23 de junio de 1991) es una actriz pornográfica estadounidense. Después de haber detenido su carrera de actriz pornográfica, continúa con su carrera en el cine erótico.

## Biografía
Malena Morgan nació el 23 de junio de 1991 en Florida. Creció en el Medio Oeste de los Estados Unidos, y también cerca de las costas de Florida. Su primer trabajo fue como camarera en el restaurante Cracker Barrel. Asistió a una escuela de modelos a los trece años, y egresó de la escuela secundaria en 2008.
En 2011, Malena Morgan se mudó a Los Ángeles, en California, para proseguir con su carrera en la industria del cine para adultos. Después de haberse establecido inicialmente como una modelo de webcam desnuda a los veinte años, comenzó finalmente a actuar en películas hardcore o explícitas. Por otra parte, apareció en la revista Twistys en septiembre de 2011 y en el número de noviembre de 2011 de Penthouse (donde también apareció en la portada de ese mismo número). Con respecto a las otras publicaciones para adultos, ha aparecido en las portadas de Cheri, Swank, Barely Legal, y Club Internacional.
Reside actualmente en Florida, Estados Unidos.

## Filmografía
Malena Morgan ha rodado algunas películas eróticas, pero su filmografía está compuesta principalmente por películas pornográficas. La mayoría de las escenas filmadas por ella pertenecen a películas pornográficas
Malena Morgan rueda muy a menudo escenas X en directo en Internet.

## Popularidad
Malena Morgan ha tenido éxito en Internet posando desnuda ante una webcam desde los 21 años de edad. Un año después decidió comenzar una carrera pornográfica. A los 22 años su éxito fue inmediato, con su aparición en el número del mes de noviembre de 2011 de Penthouse. Acumula una gran popularidad desde comienzos del 2013: con una cuenta Twitter de más de 100,000 seguidores y un Instagram con más de 35,000 forma parte de las pornstars más conocidas de la red.
Como actriz profesional de la pornografía, participa únicamente en escenas lésbicas o de masturbación. Ha filmado frecuentemente con actrices X como Elle Alexandra o Kiera Winters. Ha acumulado un total de más de 10,000,000 de vistas en los websites de internet (entre ellos websites X como YouPorn o Pornhub).